# キガシラシトド
キガシラシトド （黄頭鵐、学名：Zonotrichia atricapilla）は、スズメ目ホオジロ科に分類される鳥類の一種である。なお、「シトド」とは、ホオジロ類の古称である。

## 分布
アラスカ、カナダ西北部から中部で繁殖し、冬期にはアメリカ西部に渡り越冬する。
日本では迷鳥で、今まで1935年12月に東京都での観察例しかなかったが、その後北海道、新潟県、大阪府等で記録された。

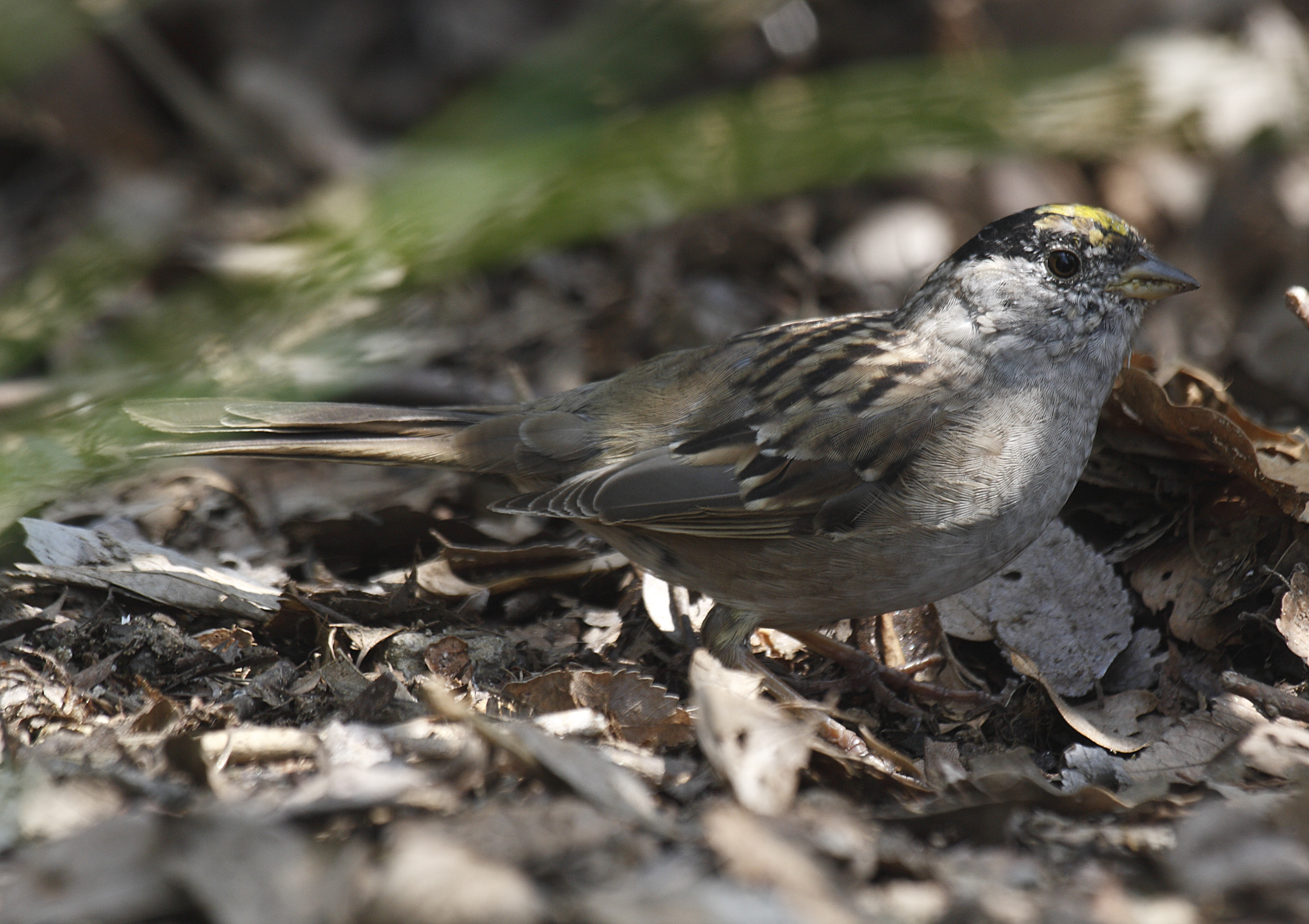
キガシラシトド（大阪府堺市大泉緑地にて）

## 形態
全長約16cm。黄色い頭央線が特徴。